# Rosmalen
Rosmalen è una località e un'ex-municipalità dei Paesi Bassi situata nella provincia del Brabante Settentrionale. Soppressa il 1º gennaio 1996, il suo territorio, è stato incorporato in quello della municipalità di 's-Hertogenbosch.